# Korea's Got Talent
Tìm kiếm tài năng Hàn Quốc (Korea's Got Talent) là một chương trình truyền hình thực tế của Hàn Quốc lần đầu tiên được phát sóng vào ngày 04 tháng 6 năm 2011 trên kênh tvN. Chương trình được mua bản quyền từ Anh (Britain's Got Talent). Đây là chương trình thực tế đầu tiên ở Hàn Quốc. Ban giám khảo cuộc thi gồm có: Kolleen Park, Jang Jin và Song Yun-ah.
Chương trình bắt đầu tiếp nhận các ứng viên vào ngày 09 tháng 2 năm 2011 thông qua ARS, trang web chính thức, và qua ứng dụng smart phone. Chương trình tổ chức sơ loại khu vực trên toàn quốc bắt đầu từ Busan 02 tháng 4 năm 2011.
Chương trình trở nên nổi tiếng khắp thế giới sau khi một đoạn video của Sung-bong Choi xuất hiện trên toàn thế giới đã đạt được sự chú ý của phương tiện truyền thông.
Đối với các giải thưởng, các vòng bán kết sẽ có cơ hội ký hợp đồng với Sony Music, và người chiến thắng sẽ nhận được 100.000 USD.

## Vòng sơ loại
Vòng sơ loại (Auditions) toàn quốc được tập trung tổ chức tại các thành phố: Seoul, Daejeon, Gwangju, Daegu, Busan và Incheon.